# Monte San Nicola (Calabria)
Il monte San Nicola è un monte che si trova sul confine tra le province di Vibo Valentia, Catanzaro e Reggio Calabria. Dalla sua vetta si può dominare tutta la Calabria meridionale, le isole Eolie e parte della Sicilia. Il monte, la cui cima ricade nel comune di Brognaturo, è raggiungibile da Serra San Bruno, Ferdinandea, Santa Caterina dello Ionio, Badolato e da Sant'Andrea Apostolo dello Ionio.